# Црква Светих апостола Петра и Павла у Истоку
Црква Светих апостола Петра и Павла се налази у Истоку, насељеном месту и седишту истоимене општине на Косову и Метохији. Припада Епархији рашко-призренској Српске православне цркве.
Црква посвећена Светим апостолима Петру и Павлу подигнута је 1929. у долини поред реке захваљујући протојереју Андрији Поповићу, избеглици из црногоског места Шекулар. Уз помоћ патријарха Варнаве израђен је иконостас. У цркви су током Другом светског рата (1943—1944) Албанци држали заточене Србе из Истока, Драгољевца, Коврана и других села и одатле их интернирали у радне логоре у Албанији и по острвима Италије. Парохијска зграда је тада служила и као затвор.
У раздобљу од aвгуста 2007. до марта 2008. црква и парохијски дом су обновљени.

## Разарање цркве 1999.
Црква је спаљена и оскрнављена након доласка италијанских снага КФОР-а. Парохијски дом је већ био напуштен и опљачкан.

## Мартовски погром 2004.
Црква је била озбиљно оштећена и захваћена пожаром од експлозије у марту 2004. године.

## Повезани чланци
- Списак уништених православних храмова на Косову и Метохији